# J.R. Villarreal
Juan Villarreal Jr., más conocido como J.R. Villarreal (Mission, Texas, 28 de septiembre de 1992), es un actor estadounidense. Fue más reconocido por interpretar a Javier Mendez en Akeelah and the Bee, película estadounidense de 2006.

## Reconocimientos
Juan Villarreal, es su nombre verdadero, nació el 28 de septiembre de 1992 en Texas. Desde pequeño fue a audiciones para participar en películas, series y obras de teatro. Hizo su debut en el 2000, haciendo una participación especial en Strong Medicine: Doctoras de Filadelfia. Le siguen obras, películas y series. En 2006, actúa al lado de Keke Palmer, Laurence Fishburne, Angela Bassett y Curtis Armstrong, en la película Akeelah and the Bee. En 2013, participa en varias películas y actualmente ha tenido papeles secundarios.

## Filmografía
| Título                        | Año       | Papel                          |
| ----------------------------- | --------- | ------------------------------ |
| Ultra Violet & Black Scorpion | 2022      | Cruz de la Vega/Black Scorpion |
| An American in Texas          | 2017      | Paul Villarreal                |
| High & Mighty                 | 2017      | Hugo                           |
| Whiteblood                    | 2017      | Rico                           |
| Spare Parts                   | 2015      | Hector                         |
| Ghost Team One                | 2013      | Brad                           |
| Chamacas                      | 2013      |                                |
| The Bridge                    | 2013      | Mando                          |
| Magic City Memoirs            | 2010      | Mickey Acosta                  |
| Harvest of Redemption         | 2007      | Óscar                          |
| The Death and Life of Bobby Z | 2007      | Kit                            |
| Akeelah and the Bee           | 2006      | Javier Mendez                  |
| CSI: Miami                    | 2002-2007 | Ben Tavez                      |
| Ghost Whisperer               | 2005      | Joseph Borgia                  |
| House M.D.                    | 2004      | Manny                          |
| Cold Case                     | 2003      |                                |
| Senor White                   | 2003      |                                |
| Without a Trace               | 2002      | Nelson Rodríguez               |
| Strong Medicine               | 2000-2005 | Marcos García                  |